# Dorfkirche Strodehne

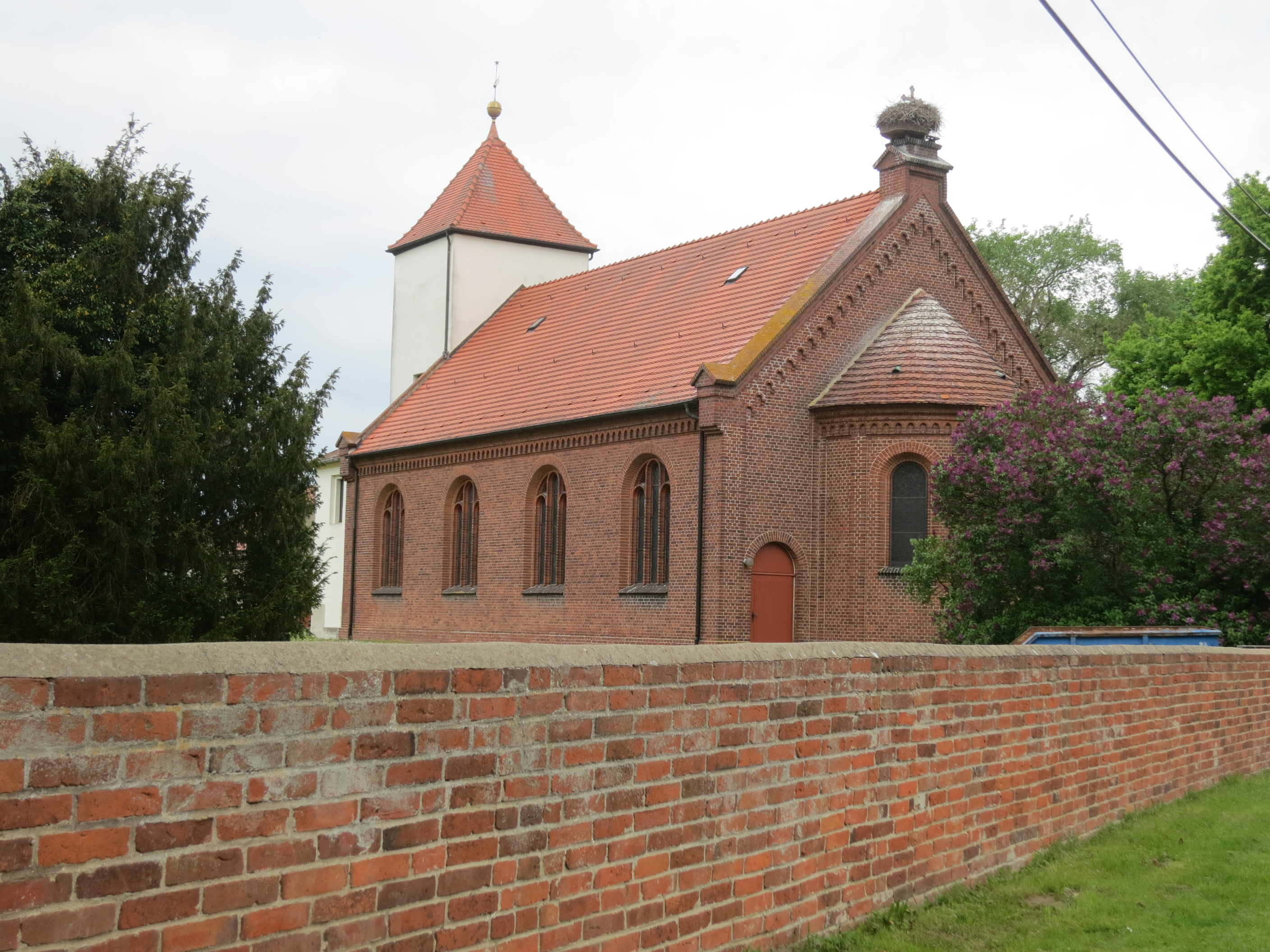
Dorfkirche in Strodehne

Die evangelische Dorfkirche Strodehne ist eine Saalkirche in Strodehne, einem Ortsteil der Gemeinde Havelaue im brandenburgischen Landkreis Havelland. Die Kirche gehört zur evangelischen Kirchengemeinde Rhinower Ländchen im Kirchenkreis Nauen-Rathenow der Evangelischen Kirche Berlin-Brandenburg-schlesische Oberlausitz. Das Gebäude steht unter Denkmalschutz.

## Baubeschreibung
Die Kirche steht im Ortskern von Strodehne, zwischen der Straße Großdorf und der Havel, die nur wenige Meter westlich des Kirchhofs fließt. Ein früheres Kirchengebäude aus dem 16. Jahrhundert und weitere Nachfolgebauten sind, bis auf den Turm von 1791, nicht mehr erhalten. Anstelle dieser Gebäude wurde nach einem Entwurf des Baurats Friedenreich 1903 ein neoromanischer Bau aus roten Ziegeln auf den alten Fundamenten errichtet. Der verputzte Turm wurde in den Neubau integriert. In der Apsis befinden sich drei bauzeitliche Fenster mit Glasmalereien. Diese stammen aus der Werkstatt Wilhelm Franke und wurden durch das Pfarrer-Ehepaar Bree gestiftet. Aus dem Vorgängerbau übernommen wurde die Innenausstattung mit Altar, Taufstein, Kanzel und der Orgel. Letztere wurde 1926 durch einen Neubau von Schuke ersetzt.